# Кејт Бекинсејл
Кетрин Романи Бекинсејл (енгл. Kathrin Romany Beckinsale; Лондон, 26. јул 1973) јесте енглеска глумица.

## Биографија
Кејт Бекинсејл је рођена у Лондону, од оца Ричарда Бекинсејла, ТВ глумца који је преминуо 1979. године, и мајке Џуди Ло, позоришне и ТВ глумице. Кејт има полу сестру са очеве стране која се зове Саманта, која је такође глумица.
Похађала је приватну Godolphin and Latymer School, и као тинејџерка је побеђивала на такмичењу за младе писце. Након проблематичног детињстава, укључујући и период анорексије, почела је да следи своје родитеље и почиње да се бави глумом.
Њена прва улога је била у ТВ филму One Against the Wind, 1991. године. Похађала је New College (Оксфордски универзитет), где је учила руски и француски језик. У току прве године на Оксфорду добија улогу у филму Много буке ни око чега. Задњу годину студија наставља у Паризу, али одлучује да је напусти и да се посвети глуми. Након тога играла је у неколико мањих филмова као што су: Shooting Fish и The Last Days of Disco.
Њена прва већа улога у америчким филмовима је била у филму Brokedown Palace, 1999. године. Након тога 2001. године игра главну женску улогу у филму Перл Харбор, коју је добила након што је Шарлиз Трон одустала од те улоге. Након тога играла је у филмовима као што су: Serendipity, Подземни свет, Ван Хелсинг, Авијатичар, Click и Underworld: Evolution.

## Приватни живот
Беккинсејл и њен бивши дечко Мајкл Шин имају ћерку која се зове Лили Мо Шин. Током снимања филма „Подземни свет“, растала се са Шином, а касније се венчала са режисером „Подземног света“ Леном Вајсманом. Венчање је одржано 9. маја 2004. године у Бел-Еру, Лос Анђелес (Калифорнија).

## Филмографија
| Улоге Кејт Бекинсејл |                              |                           |                                    |          |
| Година               | Српски назив                 | Изворни назив             | Улога                              | Напомена |
| 2023.                | Рај за лудаке                |                           | Кристијана Диор                    |          |
| 2016.                |                              |                           | Селена                             |          |
| 2016.                |                              |                           | Дејна                              |          |
| 2016.                | Љубав и пријатељство         | Love & Friendship         | Леди Сузан Вернон                  |          |
| 2015.                | Апсолутно било шта           |                           | Кетрин Вест                        |          |
| 2014.                | Лице анђела                  |                           | Симон Форд                         |          |
| 2014.                | Азил у Стоунхерсту           |                           | Елајза Грејвс                      |          |
| 2013.                | Суђење Кејт Макол            | The Trials of Cate McCall | Кејт Макол                         |          |
| 2012.                | Тотални опозив               | Total Recall              | Лори Квејд                         |          |
| 2012.                | Подземни свет: Буђење        | Underworld: Awakening     | Селена                             |          |
| 2012.                | Кријумчарење                 |                           | Кејт Фарадеј                       |          |
| 2009.                | Сви су добро                 | Everybody's Fine          | Ејми Гуд                           |          |
| 2009.                | Поларна ноћ                  |                           | Кари Стетко                        |          |
| 2009.                | Подземни свет: Успон Лајкана |                           | Селена                             |          |
| 2008.                | Председничка игра            |                           | Рејчел Армстронг                   |          |
| 2008.                | Фрагменти                    | Winged Creatures          | Карла Давенпорт                    |          |
| 2007.                | Мотел ужаса                  | Vacancy                   | Ејми Фокс                          |          |
| 2007.                | Снежни анђели                | Snow Angels               | Ени Марчанд                        |          |
| 2006.                | Клик                         |                           | Дона Њуман                         |          |
| 2006.                |                              |                           | Селена                             |          |
| 2004.                | Авијатичар                   |                           | Ава Гарднер                        |          |
| 2004.                | Ван Хелсинг                  |                           | Ана Валеријус                      |          |
| 2004.                |                              |                           | Керол                              |          |
| 2003.                | Подземни свет                | Underworld                | Селена                             |          |
| 2003.                |                              |                           | Алекс                              |          |
| 2001.                | Игра судбине                 | Serendipity               | Сара Томас                         |          |
| 2001.                | Перл Харбор                  |                           | болничарка поручница Евелин Џонсон |          |
| 2001.                |                              |                           | Меги Вервер                        |          |
| 1999.                |                              |                           | Дарлин Дејвис                      |          |
| 1998.                |                              |                           | Алиса                              |          |
| 1998.                |                              |                           | Шарлота Пингрес                    |          |
| 1997.                |                              |                           | Џорџи                              |          |
| 1995.                |                              |                           | Кристина Маријел                   |          |
| 1995.                |                              |                           | Флора Посте                        |          |
| 1994.                |                              |                           | Џулија                             |          |
| 1994.                |                              |                           | Етел                               |          |
| 1993.                | Много буке ни око чега       | Much Ado About Nothing    | Херо                               |          |
| 1991.                |                              |                           | Барб Линдел                        |          |

### Познати глумци са којима је сарађивала
- Бен Афлек (Перл Харбор)
- Кјуба Гудинг Млађи (Перл Харбор)
- Леонардо Дикаприо (Авијатичар)
- Кејт Бланчет (Авијатичар)
- Адам Сандлер (Клик)
- Хју Џекман (Ван Хелсинг)